# محمد أوزغور
محمد أوزغور (بالتركية: Mehmet Özgür)‏ ولد محمد أوزغور في 30 أغسطس عام 1970 في مدينة كوركوتلي التابعة لولاية أنطاليا التركية، احترف التمثيل السينمائي والمسرحي والتلفزيوني، وهو الآن المدير العام لمسرح بلدية أنطاليا.
درس المسرح في جامعة اسطنبول العريقة وبدأ حياته الفنية في المسرح حيث مثل أول دور له في عام 1993 وكان ناجحاً بالفعل مما جعل اسمه يصدح في عالم التمثيل التركي، وقد اشتهر في مسلسلات تركية كثيرة أهمها حريم السلطان وفيلينتا مصطفى والعاصفة في داخلي.

## المسلسلات والأفلام السينمائية التي شارك فيها
- ألب أرسلان: السلجوقي العظيم 2021 - نظام الملك
- نهضة السلاجقة العظمى 2020- نظام الملك
- الوصال 2019
- العهد 2018
- الأبرياء 2017
- العاصفة في داخلي 2017
- سيدة القرويين 2016
- الحصار 2015
- فيلينتا مصطفى 2015
- رين 2015
- حريم السلطان 2013
- موسم تفتح الزهور 2012
- قائد الشرطة 2012
- عثمان 2009

## الأعمال المسرحية التي شارك بها
- نيجار الدامي
- لوزان
- القط في الزاوية
- البخيل (مسرحية)
- زفاف أو براميل
- حيلة الكنغر
- انقاذ الوطن
- قصر فهيم باشا

## روابط خارجية
- محمد أوزغور على موقع IMDb (الإنجليزية)
- محمد أوزغور على موقع ألو سيني (الفرنسية)
- محمد أوزغور على موقع أول موفي (الإنجليزية)
- محمد أوزغور على موقع قاعدة بيانات الفيلم (الإنجليزية)
- محمد أوزغور على موقع كينوبويسك (الروسية)